# Sveti Grgur
La Isla Sveti Grgur o Isla San Gregorio (en croata: Otok Sveti Grgur) Es una isla deshabitada en el país europeo de Croacia, localizada en el mar Adriático entre las también islas de Rab y Krk. La isla fue el sitio donde funcionó una cárcel de mujeres de la Yugoslavia comunista desde 1948 hasta 1988.